# 奧齊戈鎮區 (密歇根州)
奧齊戈鎮區（英語：Otsego Township）是位於美國密歇根州阿勒根縣的一個行政鎮區。

## 地方資料
奧齊戈鎮區的面積為87.70平方千米，當中陸地面積為86.10平方千米，而水域面積為1.60平方千米。根據2010年美國人口普查的數據，當地共有人口5594人，而人口密度為每平方千米63.79人。